# إيرين وير
إيرين وير (بالإنجليزية: Irene Ware) هي ممثلة أمريكية، ولدت في 6 نوفمبر 1910 بنيويورك في الولايات المتحدة، وتوفيت في 11 مارس 1993 في الولايات المتحدة بسبب مرض.

## وصلات خارجية
- إيرين وير على موقع IMDb (الإنجليزية)
- إيرين وير على موقع قاعدة بيانات برودواي على الإنترنت (الإنجليزية)
- إيرين وير على موقع قاعدة بيانات الفيلم (الإنجليزية)